# Ḏânan
Ḏânan är en ort i Djibouti.   Den ligger i regionen Ali Sabieh, i den sydöstra delen av landet, 50 km sydväst om huvudstaden Djibouti. Ḏânan ligger 450 meter över havet och antalet invånare är 40 074.
Terrängen runt Ḏânan är platt åt nordost, men åt sydväst är den kuperad. Terrängen runt Ḏânan sluttar österut. Runt Ḏânan är det ganska glesbefolkat, med 26 invånare per kvadratkilometer. Ḏânan är det största samhället i trakten. Omgivningarna runt Ḏânan är i huvudsak ett öppet busklandskap.